# Nanteuil-sur-Marne
Nanteuil-sur-Marne település Franciaországban, Seine-et-Marne megyében. Lakosainak száma 413 fő (2022. január 1.). Nanteuil-sur-Marne Bézu-le-Guéry, Crouttes-sur-Marne, Citry, Méry-sur-Marne és Saâcy-sur-Marne községekkel határos.

## Népesség
A település népességének változása:
| Lakosok száma | 471  | 452  | 447  | 430  | 431  | 429  | 428  | 420  | 413  |
|               | 2013 | 2015 | 2016 | 2017 | 2018 | 2019 | 2020 | 2021 | 2022 |